# СВАРЗ МТБЕС
СВАРЗ ТБЕС і СВАРЗ МТБЕС — радянський тролейбус, що випускався на Сокольницькому вагоноремонтному заводі «СВАРЗ»; СВАРЗ ТБЕС будувався, як екскурсійна машина для виставки ВСХВ (рос. Всесоюзная сельско-хозяйтвенная выставка), МТБЕС є модернізованим ТБЕС, що будувалися для експлуатації у містах. ТБЕС та МТБЕС мали декілька суттєвих відмінностей (див. нижче), ці тролейбуси є одними з найбільш незвичних радянських тролейбусів, а їхній зовнішній вигляд випереджав час.
Окрім  ТБЕС та МТБЕС також випускалися на Київському заводі електротранспорту, пізніше КЗЕТ освоїв виробництво тролейбусів під назвою «Київ», перші з яких були на основі МТБЕС. Тролейбуси ТБЕС та МТБЕС працювали, окрім Росії, і в невеликих кількостях у деяких містах УРСР.

## Історія
Тролейбуси СВАРЗ-ТБЕС спершу створювався як екскурсійний тролейбус, про що говорить розшифрування його назви рос. Троллейбус Экскурсионный Сокольнический, «Сокольницький» — тому, що СВАРЗ, на якому збирали цей тролейбус знаходиться якраз у цьому місці. Тролейбус був створений як екскурсійна машина для виставки ВСХВ (Всесоюзная Сельскохозяйственная Выставка), відкритої у 1954 році, на якій демонструвалися найновіші досягнення, у тому числі і тролейбуси. Там курсували МТБ-82, з більшою площею остеклення, однак МТБ на той час випускалися вже десяток років, новим досягненням їх аж ніяк не можна було назвати, тим більше, що МТБ-82 вже почав морально застарівати.
Сокольницький вагоноремонтний завод через це узявся за новий проект — створити принципово нову модель тролейбуса, кращу від МТБ-82, і призначався цей тролейбус саме для виставки. Перший тролейбус почали будувати у 1955 році під керівництвом головного конструктора В.Строганова, перший тролейбус почали будувати 9 липня 1955 року, і 17 серпня цього ж року її схвалила комісія, за деякими даними, її приймав Микита Хрущов. Новий тролейбус ТБЕС мав чимало нових конструктивних рішень: сам тролейбус вийшов справжнім красенем, порівняно з «квадратним» МТБ-82, у нього з'явилася нейомвірно велика площа остеклення, у тому числі було остеклено і дах, і скати даху, а дах тролейбуса було зроблено майже повністю з оргскла, окрім невеликої сталевої вставки. Тролейбус отримав величезне лобове скло, що було у рази більше від МТБ-шного, що значно покращувало водієві оглядовість, до того ж лобове скло було безуламковим.
Дизайн ТБЕС'а набагато випереджав час. У нового СВАРЗа був сучасний (як на той час) та вельми комфортабельний салон, з такими особливостями, як килим у салоні, дзеркало і підресорені пасажирські місця. Другий екскурсійний СВАРЗ було побудовано 28 вересня 1955 року. Серійне виробництво тролейбуса почалося на початку 1956 року, до кінця року було зібрано ще 18 екземплярів. Їх іменували тоді ТБЕ-С56 (56 — рік початку виробництва). Досвід експлуатації показав, що ці тролейбуси можуть працювати і на міських маршрутах, тому ТБЕСи з цього ж року виїхали на маршрути Москви (де їх працювало переважна більшість з усіх випущених), декілька тролейбусів поставили у Санкт-Петербург, Мінськ, Київ та Харків. У 1958 році один СВАРЗ-ТБЕС було подаровано Севастополю на день міста. Після того, як тролейбуси стали експлуатуватися у містах, на заводі вирішили внести зміни у конструкцію тролейбуса — лобове скло стало складатися з 4 частинок, салон став простішим (без дзеркала, килиму та з меншою площею остеклення даху). Якщо емблема виставки ВСХВ встановлювалася на перші ТБЕС, то на наступних вже була металева емблема «СВАРЗ», виведена прописними літерами.
Новий тролейбус назвивався СВАРЗ-МТБЕС (Модернизированный Троллейбус Экскурсионный Сокольнический), це була не зовсім та симпатична машина, яку будували до виставки. Зміни у конструкції відбувалися у 1958—1960 роках, коли був встановлений новий і більший рейсовказівник (у початкових моделей він був зовсім маленьким), з'явилася звична емблема СВАРЗу, а фари стали кріпитися не до бампера, а до кузова. Перші тролейбуси ТБЕС мали біло-зелене пофарбування — низи боковин та дах були білими, з великою зеленою смугою посередині кузова з усіх сторін, МТБЕСи також були білими (точніше, кремового кольору), однак смуга стала вже червоною, з'явилися поручні (перші ТБЕСи, призначені для екскурсій, на стоячих розраховано не було), з'явилася підсвітка рейсовказівника.
Головним чином, СВАРЗ-ТБЕС та МТБЕС експлуатувалися у Москві, де їх було у 1960-х роках близько 420 штук. Однак, надалі з метою уніфікації тролейбусного пару, місто стало закупляти тролейбуси ЗіУ-5. Окрім Москви та Ленінграду, в УРСР ТБЕС та МТБЕС експлуатувалися у Житомирі, Києві, Харкові і Севастополі, були вони у Баку, Ташкенті та Мінську. Сокольницький вагоноремонтний завод випускав тролейбуси МТБЕС до 1964 року, а загальна кількість випущених заводом машин ТБЕС та МТБЕС склала 480 екземплярів.
Тролейбуси СВАРЗ ТБЕС та СВАРЗ-МТБЕС були непоганими машинами, однак вік їх виявився недовгим. Причиною цього стала відсутність запчастин до машин, через що під час ремонту вигляд тролейбусів змінювався досить сильно, до того ж вони мали недосконалу конструкцію, дах тролейбуса потребував зміцнення. У місті Москва, де тролейбусів ТБЕС та МТБЕС було найбільше вони експлуатувалися до першої половини 1975 року, поки усі не були списані. У Мінську перші тролейбуси МТБЕС з'явилися у 1961 році, їх загально було 11, вони були списані у першій половині 1970-х років. У Харкові працювало 18 таких машин, однак їх списали ще у 1965—1967 роках. Таким чином, багато з ТБЕС та МТБЕС не досягли навіть 10-річного віку.
Однак, тролейбуси СВАРЗ ТБЕС та МТБЕС не зникли назовсім — наприкінці 1980-х був знайдений один тролейбус, що використовувався як сарай, він був побудований у 1963 році, і списаний у 1972. У 1993 році його було відновлено на СВАРЗі, ця машина зараз на ходу і регулярно бере участь у виставках тролейбусів; він має номер №701. Дві музейні машини знаходяться у Москві.
У 1950-х Київський завод електротранспорту також виготовляв ТБЕС та МТБЕС по кресленнях СВАРЗу, а з 1959 року почав випускати власні тролейбуси, спочатку на основі МТБЕС, наприклад Київ-2 (мав лобове з 4 частинок, як МТБЕС), Київ-3 (мав застеклені скати даху, як і наш герой). Київ-2 та Київ-3 не були довговічними машинами, через невелику місткість, недосконалу конструкцію ці машини також було швидко списано, часто у віці менше 10 років.

## Конструкція
СВАРЗ-ТБЕС являє собою двохвісний тролейбус великої місткості (як лінійний тролейбус); основою конструкції є сталева рама, узята з МТБ-82Д, на яку кріпляться усі вузли та агрегати. Каркас тролейбуса виконано з труб зі сталі, і обшивку виконано також зі сталевих листів. Дах тролейбуса первинно був майже цілком скляним, через що його міцність була недостатньою. Тролейбус мав лобове скло з двох (пізніше чотирьох половинок), на перших ТБЕСах було небувало велике, як для радянських тролейбусів лобове, до того ж триплексне. Якщо на перших тролейбусах на передку красувалася лита емблема ВСХВ, то на міських МТБЕСах її замінила емблема СВАРЗу, виписана гарними прописними літерами, вона була металева. Бампер тролейбуса виготовлявся з неіржавіючої сталі (сталь легована хромом), на бампер кріпилися одинарні фари округлої форми, що пізніше стали кріпитися до кузова у МТБЕС. На перших ТБЕСах був невеликий рейсовказівник, що був замінений на більший, і з підсвіткою.
Від МТБ-82 у тролейбуса збережено лише раму, пневмо-, електро-обладнання та ходову частину, і збережено не тому, що не хотіли робити досконалішого, а тому, що іншого на той час банально не було. Тролейбус був двохвісним, ведучим мостом був задній, як і на МТБ-82. На тролейбус встановлювався електродвигун постійного струму ДК-202Б виробництва «Динамо» і потужністю 86 кіловат, ТЕД розміщувався у колісній базі під підлогою салону. Система керування тяговим електродвигуном — неавтоматична реостатно-контакторна. Для живлення низьковольтних мереж застосовувався умформер. Гальмівна система — електродинамічна/пневматична двохконтурна; спершу спрацьовує електротормоз, потім вступає у дію пневмотормоз.
Екскурсійні машини радували своєю неймовірною розкішшю: у салоні був постелений килим, сидіння були підресорені, було наявне дзеркало і практично повністю застеклений дах, площа остеклення набагато переважала ті маленькі віконця на МТБ-82, дзеркало розміщувалося у задньому звісі, а задній ряд являв собою «диван», а сидіння мали велюрову обшивку. Однак на МТБЕСах розкоші було менше, сидіння були зі шкірзамінника, а дах був набагато менш остеклений, лише бокові скати. У салон вело дві тристворчасті двері ширмового типу, вони розміщувалися у передньому та задньому звісах, і вони були доволі вузькими. Салон тролейбуса мав 32—37 місць для сидіння та мав 4-рядне планування. Біля дверей встановлювалися турнікети, що запобігали зажиму ніг пасажирів, що сиділи біля дверей. Слід відзначити, що екскурсійні машини були розраховано лише на сидячих, тому поручнів у них не було, у МТБЕСах вони вже з'явилися. Кабіна водія була відгороджена від салону перегородкою, неповною, з правої сторони її відгороджував лише ланцюжок, у МТБЕС кабіна була повністю відокремленою. Приборна панель була досить простою, і мало відрізнялась від МТБ-82, на ній розміщувався спідометр (з циферблатом оцифрованим до 120 км/год), годинник і манометр, а також інші органи керування, ручне гальмо розміщувалося зправа від водія (великий тонкий важіль), важіль відкриття дверей — зліва. Великою перевагою ТБЕСа став пневмопідсилювач керма, що значно полегшив рульове керування, підсилювача у МТБ-82 не було.

## Технічні характеристики
- Назва моделі: СВАРЗ-ТБЕС, СВАРЗ-МТБЕС
- Виробник: Сокольницький вагоноремонтний завод
- Роки виробництва: 1955—1964
- Роки експлуатації у СРСР: 1956—1975

| Довжина, мм                   | 11500                 |
| Ширина, мм                    | 2626                  |
| Висота, мм                    | 3650                  |
| Колісна база                  | 6000                  |
| Колісна формула               | 4×2                   |
| Споряджена маса, кг           | 10800                 |
| Ведучий міст —                | задній                |
| Кількість дверей              | 2                     |
| Кількість сидячих місць, шт   | 32—37                 |
| Нормальна місткість, чол      | 32—37/91              |
| Електродвигун                 | ДК-202Б               |
| Потужність, кіловат           | 86                    |
| Тип                           | постійного струму     |
| СУ тяговим двигуном           | РКСУ неавтоматична    |
| Максимальна швидкість, km/h   | 50 (ТБЕС), 60 (МТБЕС) |
| Максимальне прискорення, м/с² | 1,1                   |

## Цікаві факти
- Один з найоригінальніших радянських тролейбусів.
- МТБЕС можна побачити у фільмі «Перший тролейбус» (№497).
- У Москві найбільше МТБЕС було у 1965 році — 426 штук.